# Pomorski muzej Curaçao
Pomorski muzej Curaçao je pomorski muzej v okrožju Scharloo v Willemstadu (Curaçao).
Stalna razstava, ki jo sestavljajo verodostojni pomorski zemljevidi, modeli ladij in navigacijska oprema, ponazarja petsto let pomorske zgodovine Curaçaa. Muzej sodeluje s Fundacijo za morsko arheologijo Curaçao (Stimacur) pri razstavah, raziskavah in publikacijah. Izvedli so tudi raziskavo o zgodovini linije Holland-America in Royal Dutch Steamboat Company. Muzej skupaj z založbo Caribpublishing izdaja serijo knjig o zgodovini Curaçaa.